# Динка Русева
Динка Русева е българска народна певица, изпълнителка на песенен фолклор от Тракийския край. Наричана още „Славеят на Тракия“.

## Биография
Родена е на 16 февруари 1948 г. в село Пет могили, Новозагорско. От дете слуша кавалджийските мелодии на баща си и често пее под негов съпровод, свири на акордеон. На събора-надпяване „Прослава на хайдутството“ на „Агликина поляна“ през 1968 г. в Сливенския балкан се представя отлично и е наградена със златен медал. Следват многобройни покани за участия. През 1980 г., по препоръка на гъдуларя-виртуоз Атанас Вълчев и с подкрепа от Йовчо Караиванов – тогава редактор в БНР, певицата записва в Националното радио част от тракийските си песни. Съпроводът изпълнява групата на Атанас Вълчев, а по-късно регистрира песни и с Оркестъра за народна музика на БНР. Голяма известност добива чрез изявите си по сватби, събори и концерти. Работила е със сватбарските оркестри „Авлигите“, „Тракия“, „Конушенската група“, „Тракийски солисти“ и орк. "Южни ритми". Има записани песни в дует  с известните певци Красимир Станев и Тодор Кожухаров. В цялата си певческа кариера Динка Русева има издаден само един албум – дългосвиреща грамофонна плоча, издадена от „Балкантон“ през 1985 г., но също така има много записи във фонда на БНР. Гласът на Динка Русева е мецосопран с по-ситно вибрато, различаващо се от това на много изпълнители. По професия Динка Русева е зоотехник. След като се омъжва, със съпруга си Георги живеят в Раднево. Имат двама синове: Ради и Драгия, също музиканти.
Умира на 28 февруари 2018 г.
Нейни ученички са фолкпевиците Емилия и Деси Слава.
Няколко години в Раднево се провежда фестивал на сватбарската музика „Наследството“, в чиито рамки се организира и конкурсът „С песните на Динка Русева“. От 2017 година конкурсът е част от фолклорния фестивал на инструменталните и танцови групи, който се провежда ежегодно в града.

## Дискография

### Дългосвирещи плочи
- 1985 – „Динка Русева“ (Балкантон – ВНА 11592)[4]

Страна А
1. „Митра в градинка седеше“
2. „Индже из гора ходеше“
3. „Мари Стано“
4. „Никола дума Петранки“
5. „Седенки са на развала“
6. „Разболял ми се млад Стоян“

- Обработка: Атанас Вълчев
- Съпровожда оркестър: Атанас Вълчев – гъдулка, Никола Атанасов – гайда, Никола Илиев – кларинет, Елка Вълчева – цигулка, Господин Станев – кавал, Иван Богданов – акордеон
- Диригенти: Добрин Панайотов (1, 2, 4, 5, 6) и Емил Колев (3)

Страна Б
1. „Ивано, мари, Иванке“
2. „Ради на мама думаше“
3. „Станка на мама думаше“
4. „Седнах да вечерям“
5. „Добро ле, мари хубава“

- Обработка: Атанас Вълчев
- Съпровожда оркестър: Атанас Вълчев – гъдулка, Никола Атанасов – гайда, Никола Илиев – кларинет, Елка Вълчева – цигулка, Господин Станев – кавал, Иван Богданов – акордеон
- Диригенти: Добрин Панайотов (2, 4) и Емил Колев (1, 3, 5)